# John Partridge (artiste)
John Partridge est un peintre de portrait britannique, né le 20 novembre 1789 à Glasgow en Écosse et décédé le 25 novembre 1872 à Londres. Surnommé le « portraitiste extraordinaire » par la reine Victoria, ses tableaux représentent de nombreuses personnalités remarquables de son époque.

## Biographie

### Enfance, éducation et débuts
Né à Glasgow, John est le deuxième fils des douze enfants de Samuel Partridge. Son frère, Richard Partridge deviendra le président du Collège royal de chirurgie et son neveu, John Bernard Partridge, sera illustrateur et acteur.
John Partridge étudie avec le portraitiste Thomas Phillips à partir de 1814. Il expose sa première œuvre Miss Foote in the Character of Lucilla à l'Académie royale d'arts en 1815. La même année, il déménage à Londres et intègre l'école de l'Académie royale en 1816. Au départ il vit à Marylebone, un quartier populaire d'artistes,. En 1820, il épouse sa cousine Clementina Sarah Campbell, qu'il représente dans le tableau The artist and his family in his house at 21 Brook Street, Grosvenor Square. Entre 1823 et 1827, il vit en Italie, habitant à Florence, Venise et Rome. Pendant cette époque, son attention s'élargit au-délà des simples portraits : il déssine des paysages et réalise des copies de maîtres de la Renaissance, dont Le Corrège, Raphaël, Pierre Paul Rubens, Le Tintoret et Titien. Pendant son séjour en Italie, il se fait financé par plusieurs riches mécènes. En 1828, peu après son retour de Rome, il quitte Marylebone pour Brook Street, une rue plus aisée près de Grosvenor Square, où résident plusieurs de ses modèles,.

### Patronage royal
Ce déménagement semble avoir porté ses fruits : sa carrière s'épanouit. Entre 1827 et 1845, il peint plus de deux cents portraits, ce qui lui rapporte 2 762 £, rien qu'en 1841. Beaucoup sont de prestigieux modèles, notamment une commande de 1836 de Léopold Ier de Belgique, qui conduit, deux ans plus tard, au patronage de la reine Victoria. Il peint plusieurs portraits réussis de la reine et du prince Albert, et en 1843, devient « portraitiste extraordinaire » de la reine,,. Les intentions de la reine Victoria se révèlent cependant inconstantes et l'arrive en 1842 de Franz Xaver Winterhalter, qui deviendra le nouveau favori, interrompt la carrière de John Partridge en tant que portraitiste royal.

### Fin de carrière et postérité
En 1846, John Partridge prend la décision de ne plus exposer à l'Académie royale après que deux de ses portraits sont reçus de manière insultante, probablement à la suite d'un différend qui prend ses racines plus d'une décennie plus tôt, avec son collègue artiste et académicien royal, Ramsay Richard Reinagle, sur le fait que Partridge avait modifié un des tableaux de Reinagle pour son propriétaire. Il ne change pas d'avis, même lorsque, deux ans plus tard, Reinagle est discrédité pour avoir revendiqué le travail d'un autre artiste.
Même si Partridge ouvre une galerie dans son atelier pour exposer ses œuvres, les commandes chutent et avec seulement soixante-seize portraits réalisés entre 1845 et 1865, ses revenus baissent inévitablement. Vers la fin de sa vie, John Partridge s'insurge de cette injustice dans un pamphlet intitulé Sur la Constitution et la gestion de la Royal Academy, publié en 1864. Il y écrit qu'il a été « chassé du poste que j'occupais dans l'estime et l'emploi du public… comme la pénalité pour avoir conservé un certain degré de respect de soi et de sentiment d'indépendance ». Partridge meurt à Londres en 1872. Il avait déjà fait don de certaines de ses peintures invendues à la National Portrait Gallery, où beaucoup y sont encore exposées,.

### Portraits et autres œuvres
John Partridge a représenté de nombreuses personnalités de l'époque, avec plus de trois cents portraits au total. En plus des sujets royaux précédemment mentionnés, il peint le premier ministre William Lamb, et de nombreuses autres personnalités politiques ou nobles, dont Henry Fitzalan-Howard, Richard Grosvenor, George Hamilton-Gordon, Frederick Lamb, Thomas Babington Macaulay, Dhulîp Singh, George Sutherland-Leveson-Gower, Henry John Temple. Parmi les autres sujets se trouvent des membres de la communauté artistique comme Daniel Asher Alexander, Robert Trewick Bone, John James Chalon, William Dyce, Charles Lock Eastlake, John Gibson, Charles Robert Leslie, Joseph Severn, Thomas Uwins ou encore des scientifiques comme Joseph Hodgson et James Watt.